# Kevin Vermaerke
Kevin Vermaerke (ur. 16 października 2000 w Johannesburgu) – amerykański kolarz szosowy.
Jako junior Vermaerke uprawiał również kolarstwo górskie – w dyscyplinie tej był między innymi mistrzem kraju juniorów w cross-country, a podczas Mistrzostw Świata w Kolarstwie Górskim 2017 z amerykańskim zespołem zajął 5. pozycję w rywalizacji sztafet mieszanych.
Kolarzem był również jego ojciec, Anthon Vermaerke.

## Osiągnięcia
Opracowano na podstawie:
2017
- 2. miejsce w mistrzostwach Stanów Zjednoczonych juniorów (start wspólny)

2019
- 1. miejsce w Liège-Bastogne-Liège U23

## Rankingi
| Rok              | 2019  | 2020  | 2021  | 2022  | 2023 | 2024 |
| ---------------- | ----- | ----- | ----- | ----- | ---- | ---- |
| World Ranking    | 1141. | 1276. | 1794. | 1066. | 193. | 82.  |
| UCI America Tour | 152.  | 106.  | 296.  | 124.  | 17.  | 11.  |
|                  |       |       |       |       |      |      |
| Źródło: UCI      |       |       |       |       |      |      |